# Grote clausilia
De grote clausilia (Alinda biplicata) of grote regenslak) is een slakkensoort uit de familie van de Clausiliidae. De soort is vrij algemeen in een groot deel van Nederland. Het komt voor in verschillende biotooptypen waaronder bossen en besteende dijken.

## Kenmerken
De behuizing is torenvormig en linksom gewenteld. Het is ongeveer 16 tot 18 mm (max. 22 mm) hoog, 3,8 tot 4,0 mm dik en hoornbruin. Er zijn ongeveer 12 windingen die regelmatig toenemen. De mondrand is omgeslagen, deels verdikt en van onderen toegespitst. In de mond meerdere lamellen of tandplooien.